# Get Low (песня 50 Cent)
«Get Low» (с англ. — «Пригнись») — сингл американского рэпера 50 Cent с его шестого студийного альбома Street King Immortal. Продюсером сингла стал Remo The Hitmaker. Гостями сингла стали такие артисты, как Джереми, 2 Chainz и T.I..

## О сингле
14 мая 2015 года, 50 Cent объявил в интервью, что первый сингл с альбома Street King Immortal, вероятно выйдет в конце мая в один из уик-эндов, и что альбом, вероятно будет выпущен в июне.
Оригинальная версия композиции, созданная с использованием с автотюна, была снята с продажи в iTunes. Однако 5 июня 2015 года композиция вернулась в iTunes, только уже под названием «Get Low (Remastered)».

## Видеоклип
16 июня 2015 года вышла текстовая версия видео, которое было отснято Тимом Альбертом.

## Список композиций
Цифровая дистрибуция.
1. «Get Low (Remastered)»

## Чарты
| Чарты (2015)                                      | Пик позиция |
| ------------------------------------------------- | ----------- |
| US Bubbling Under R&B/Hip-Hop Singles (Billboard) | 2           |

## Внешние ссылки
- Full lyrics of this song на MetroLyrics.
- "Get Low" Lyric Video на YouTube.